# مولایت
مولایت (به انگلیسی: Mullite) یا پُرسِلانیت (به انگلیسی: Porcelainite) یک کانی رسی کمیاب با ترکیب 3Al2O3.2SiO2 است. فاز مولایت به صورت مصنوعی در دماهای بالاتر از ۹۵۰ درجه سانتی‌گراد از کانی‌های رس ایجاد می‌شود.
این فاز به واسطه برخورداری از دمای ذوب بالا (حدود ۱۸۴۰ درجه سانتی‌گراد) از ترکیبات بسیار مهم در دیرگدازهای آلومینوسیلیکاتی محسوب می‌شود. مقدار زیاد مولایت در یک فرآورده دیرگداز باعث افزایش مقاومت در برابر حرارت می‌شود. به منظور بهبود مقاومت مکانیکی پایین مولایت و بهبود مقاومت آن به شوک حرارتی در دیرگدازها، از کامپوزیت کوردریت-مولایت بیشتر استفاده می‌شود.

## ریشه لغوی
واژه مولایت از نام جزیره مول در سواحل اسکاتلند گرفته شده‌است که اولین رسوبات نادر طبیعی مولایت در آنجا یافت شده‌اند.

## ساختار بلوری
ساختار بلوری مولایت، اورترومبیک  با گروه فضایی Pbam و ابعاد سلول واحد آن با ترکیب استوکیومتری، a=0.7540، b=0.7680 و c=0.2885 nm است.

## نانوذرات مولایت
برای رسیدن به ژل مولایت با استفاده از روش‌های شیمیایی و مکانیکی به دمای ۲۵۰۰ درجه سانتیگراد نیاز است.
با آسیاب کردن پودر مولایت و با حرارت دادن در دمای ۱۲۰۰ درجه سانتیگراد نیز می‌توان نانوپودر مولایت تولید کرد.
نانوذرات مولایت به خاطر مقاومت بالا در برابر شوک حرارتی می‌تواند در ساخت کوره‌ها استفاده شود.
این نانوذرات به دلیل داشتن خواص مغناطیسی، عایق حرارتی و رسانایی بودن در ساخت قطعات رایانه نیز به کار می‌رود.